# Kaswanto Kaswanto
Kaswanto Kaswanto (* 8. Dezember 1979) ist ein indonesischer Bahn- und Straßenradrennfahrer.
Kaswanto wurde 2003 Etappendritter bei der siebten Etappe der Jelajah Malaysia in Sungai Mati. In der Saison 2006 wurde er Dritter bei dem indonesischen Eintagesrennen Wismilak Criterium Series de Tegal und er gewann die dritte Etappe der Tour of East Java in Mojokerto. Bei den Asienspielen 2006 in Doha startete Kaswanto beim Zweier-Mannschaftsfahren auf der Bahn, wo er mit seinem Landsmann Abdullah Fatahillah den achten Platz belegte. 2011 wurde er Vierter der Gesamtwertung der Tour of East Java.

## Erfolge
2006
- eine Etappe Tour of East Java